# Landskrona tingsrätt
Landskrona tingsrätt var en tingsrätt i Skåne län, före 1997 i Malmöhus län. Landskrona tingsrätts domsaga omfattade Landskrona och Svalövs kommuner. Tingsrätten och domsagan ingick i domkretsen för Hovrätten över Skåne och Blekinge. Tingsrätten var placerad i Landskrona. Tingsrätten och domsagan uppgick 15 april 2002 i Lunds tingsrätt och domsaga.

## Administrativ historik
Vid Tingsrättsreformen 1971 ombildades häradsrätten för Landskrona domsaga till denna tingsrätt och med oförändrad domsaga förutom att Torrlösa sockenområde tillfördes. Från 1971 ingick i domsagan områdena för Landskrona kommun, Svalövs kommun och Härslövs kommun, där Härslöv 1974 uppgick i Landskrona kommun. Tingsrätten och domsagan uppgick 15 april 2002 i Lunds tingsrätt och domsaga.

## Lagmän
- 1971-1976: William Gripmark
- 1976-1981: Jan Heuman
- 1981-1999: Gunnar Arfwidsson
- 2000-2002: vakant